# Norra Åsatärnen
Norra Åsatärnen är en sjö i Askersunds kommun i Närke och ingår i Motala ströms huvudavrinningsområde. Sjöns area är 0,0025 kvadratkilometer och den befinner sig 146 meter över havet.